# HVV Tubantia in het seizoen 1962/63
Het seizoen 1962/1963 was het achtste jaar in het bestaan van de Hengelose betaaldvoetbalclub Tubantia. De club kwam uit in de Tweede divisie A en eindigde daarin op de 13e plaats. Tevens deed de club mee aan het toernooi om de KNVB beker, hierin werd de club in de eerste ronde, na verlenging, uitgeschakeld door Oldenzaal (1–2).

## Wedstrijdstatistieken

### Tweede divisie A
|       | AGOVV | Alkmaar '54 | Be Quick | De Graafschap | Heerenveen | KFC   | Leeuwarden | N.E.C. | Oldenzaal | Stormvogels | Vitesse | VSV   | Wageningen | ZFC   | Zwartemeer | Zwolsche Boys |
| ----- | ----- | ----------- | -------- | ------------- | ---------- | ----- | ---------- | ------ | --------- | ----------- | ------- | ----- | ---------- | ----- | ---------- | ------------- |
| Thuis | 0 – 1 | 3 – 3       | 3 – 1    | 3 – 0         | 3 – 0      | 2 – 2 | 2 – 3      | 1 – 3  | 2 – 0     | 2 – 2       | 1 – 7   | 3 – 1 | 1 – 3      | 1 – 3 | 5 – 2      | 1 – 7         |
| Uit   | 1 – 1 | 3 – 0       | 1 – 0    | 3 – 0         | 3 – 1      | 2 – 1 | 4 – 4      | 1 – 2  | 1 – 3     | 0 – 0       | 2 – 2   | 1 – 0 | 4 – 4      | 0 – 3 | 2 – 1      | 0 – 0         |

### KNVB beker
| 1e ronde                                 | Tubantia       | 1 – 2 (1 – 1, 1 – 0) Na verlenging | Oldenzaal                           |
| 14 oktober 1962 Plaats: Hengelo Veldwijk | Klaas Snip 30' |                                    | 60' Henk Kalsbeek 95' Johan Beuvink |

## Statistieken Tubantia 1962/1963

### Eindstand Tubantia in de Nederlandse Tweede divisie A 1962 / 1963
| Stand | Gespeeld | Gewonnen | Gelijk | Verloren | Punten | Doelpunten voor | Doelpunten tegen |
| ----- | -------- | -------- | ------ | -------- | ------ | --------------- | ---------------- |
| 13e   | 32       | 9        | 9      | 14       | 27     | 55              | 66               |

### Topscorers
| #              | Naam                  | Goal |
| -------------- | --------------------- | ---- |
| 1.             | Frans Olde Riekerink  | 17   |
| 2.             | Klaas Snip            | 12   |
| 3.             | Henk ten Brink        | 6    |
| 3.             | Bennie Haghuis        | 6    |
| 5.             | Wim Assink            | 5    |
| 6.             | Guus Velders          | 4    |
| 7.             | Hennie ter Beek       | 2    |
| 8.             | Jan Rozeboom          | 1    |
| 8.             | Huub Scherpenisse     | 1    |
| Eigen doelpunt |                       |      |
| –              | André Schuurman (ZFC) | 1    |
| Totaal         | Totaal                | 55   |

| #      | Naam       | Goal |
| ------ | ---------- | ---- |
| 1.     | Klaas Snip | 1    |
| Totaal | Totaal     | 1    |